# Harvey (Nuovo Brunswick)
Harvey è un villaggio del Canada, situato nella provincia del Nuovo Brunswick.